# WWA-Podmoskowje Monino
Der WWA-Podmoskowje Monino (russisch ВВА-Подмосковье Монино) ist ein russischer Rugby-Union-Verein aus Monino.

## Geschichte
Der Verein wurde 1967 gegründet. Erster Trainer war von 1967 bis 1990 Ewgeni Antonow. Seit 1991 wird die Mannschaft vom Nikolai Nerusch trainiert. In der Saison 2008 wurde das Team russischer Meister.

## Erfolge
- Russischer Meister: 1969, 1971, 1976, 1977, 1980, 1981, 1984, 1985, 1986, 1993, 2003, 2004, 2006, 2007, 2008, 2009, 2010
- Russischer Vizemeister: 1972, 1982, 1987, 1989, 1990, 1992, 1994, 1998, 2005
- Russischer Pokalsieger: 1976, 1980, 1983, 1986, 1991, 1992, 1993, 1997, 2002, 2004, 2005, 2007